# Eristalinus agno
Eristalinus agno là một loài ruồi trong họ Ruồi giả ong (Syrphidae). Loài này được Walker mô tả khoa học đầu tiên năm 1849. Eristalinus agno phân bố ở miền Australasia